# Routot
Routot är en kommun i departementet Eure i regionen Normandie i nordvästra Frankrike. Kommunen ligger i kantonen Bourg-Achard som tillhör arrondissementet Bernay. År 2022 hade Routot 1 659 invånare.

## Befolkningsutveckling
| Befolkningsutvecklingen i Routot 1968–2021 | Befolkningsutvecklingen i Routot 1968–2021 | Befolkningsutvecklingen i Routot 1968–2021 | Befolkningsutvecklingen i Routot 1968–2021 | Befolkningsutvecklingen i Routot 1968–2021 |
| ------------------------------------------ | ------------------------------------------ | ------------------------------------------ | ------------------------------------------ | ------------------------------------------ |
|                                            |                                            |                                            |                                            |                                            |
| År                                         |                                            |                                            | Folkmängd                                  |                                            |
| 1968                                       | 1968                                       |                                            | 882                                        |                                            |
| 1975                                       | 1975                                       |                                            | 988                                        |                                            |
| 1982                                       | 1982                                       |                                            | 1 079                                      |                                            |
| 1990                                       | 1990                                       |                                            | 1 043                                      |                                            |
| 1999                                       | 1999                                       |                                            | 1 115                                      |                                            |
| 2007                                       | 2007                                       |                                            | 1 340                                      |                                            |
| 2015                                       | 2015                                       |                                            | 1 538                                      |                                            |
| 2021                                       | 2021                                       |                                            | 1 670                                      |                                            |